# Zamek Stolzenfels
Zamek Stolzenfels (niem. Schloss Stolzenfels) – neogotycki pałac, położony w Koblencji na lewym brzegu Renu. Pierwotnie był warownym zamkiem, a w XIX wieku został przekształcony w pałac. Jest wymieniony w katalogu zabytków kulturowych Generalnej Dyrekcji Dziedzictwa Kulturowego Nadrenii-Palatynatu (niem. Generaldirektion Kulturelles Erbe Rheinland-Pfalz).

## Historia

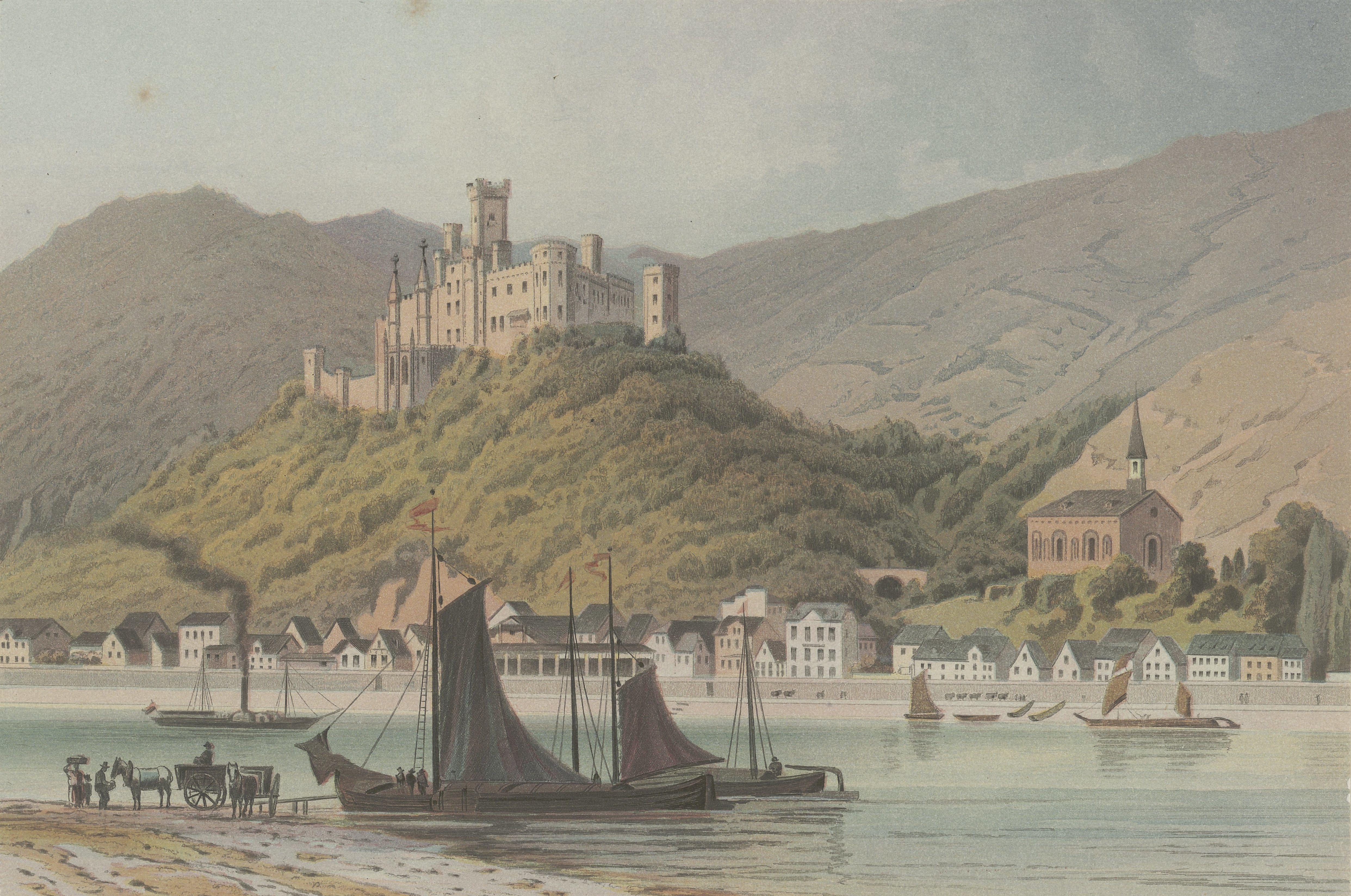
Zamek na akwareli C.P.C. Köhlera (ok. 1880)

Pierwszy warowny gród został zbudowany w XIII wieku na zlecenie arcybiskupa Trewiru jako miejsce poboru ceł. Twierdza usytuowana została na wzgórzu i połączona została murami z pobliskim miastem. W czasie wojny palatynackiej zamek został doszczętnie zniszczony przez wojska francuskie. Przez następne 150 lat twierdza pozostawała w stanie ruiny aż do pierwszej połowy XIX wieku. Wtedy pruski król Fryderyk Wilhelm IV zlecił architektowi Karlowi Friedrichowi Schinklowi odbudowę zamku jako letniej rezydencji. W wyniku prac powstała okazała romantyczna neogotycka budowla z idealnie symetrycznymi strzelistymi wieżyczkami zwieńczonymi pięknymi blankami. Wnętrza rezydencji zdobią średniowieczne meble i obrazy znanych niemieckich malarzy. Całość zaś otoczona została malowniczym parkiem krajobrazowym. 